# Guacolda
Guacolda fue la esposa del toqui mapuche Lautaro. Su existencia, así como la de Fresia, mujer de Caupolicán, es materia de discusión puesto que mientras para unos es solo una leyenda, para otros se trata de una persona real.

## Biografía
Para algunos historiadores no sería más que un mito, un personaje literario creado por la pluma y el ingenio de Alonso de Ercilla y Zúñiga en su poema épico La Araucana, publicado en Madrid en tres partes (1569, 1578 y 1589), para encarnar y ejemplificar las características de la mujer mapuche. Guacolda habría estado enamorada de Lautaro, quien le habría correspondido. Así, Ercilla cuenta que:

Aquella noche el bárbaro dormía
con la bella Guacolda,
y ella por él no menos se abrasaba.
La Araucana

Según la tradición, Francisco de Villagra, vencedor, la habría llevado consigo y la mujer habría muerto de pena al poco tiempo.
Para los cronistas coloniales, en cambio, se trata de un personaje de carne y hueso y no dudan de su existencia y explican su nombre a partir del mapudungun Wa-kelü, o Wa-koli, ('choclo, maíz' - 'colorado, rojo'), deduciendo, por ello, que habría sido de cabellera rubia o rojiza. Para los españoles, su nombre era Teresa y era una mujer hermosa. Guacolda se habría unido a Lautaro cuando este tomó la ciudad de Concepción.
Fray Diego de Ocaña, la religiosa Imelda Cano, el padre Rosales, y posteriormente Benjamín Vicuña Mackenna, coinciden en describirla como una bella mujer que fue seducida por el valor y el talento de Lautaro y que decidió seguirlo con decisión y coraje. Las crónicas también señalan que Guacolda y Lautaro sirvieron en casas de españoles. Se dice que Lautaro sirvió al mismo Pedro de Valdivia y que Guacolda se habría criado en la casa de Francisco de Villagra.
Ni Guacolda ni Lautaro les temían a los españoles: ambos habían vivido en sus casas, los habían visto dormidos, enfermos, quizá borrachos, los habían visto comer, llorar y reír, y hasta habían limpiado sus armas. Para los mapuches, los españoles no eran dioses sino seres humanos, hombres de la tierra, como ellos y, por lo tanto, susceptibles de ser derrotados. Cuando Lautaro dio por finalizado su aprendizaje, partió a unirse a la sublevación de su pueblo. Guacolda se le habría unido y ya no se habrían separado más. Guacolda habría estado presente en la toma de Concepción, en la Batalla de Mataquito, en las márgenes de ese río (1 de abril de 1557), y en el asalto a Santiago.
También habrían muerto juntos, en una emboscada tendida una noche por Francisco de Villagra. Alonso de Ercilla y Pedro Mariño de Lobera cuentan, en sus respectivas La Araucana e Historia de Chile, que Guacolda habría predicho a Lautaro el desastre y la muerte en la víspera de la batalla de Chilipirco (batalla de Peteroa, 1557), donde ambos habrían muerto.

Aunque en general tienen las mujeres el color más castaño que moreno, tiénenlo muchas veces verdinegro y quebrado, y unas más blanco que otras, según los temples de las tierras donde nacen y se crían [...] Son comúnmente de mediana estatura, y en general tienen grandes y negros ojos, cejas bien señaladas, pestañas largas y cabello muy cumplido [...] Su vestir es honesto para bárbaras, pues usan de faldas largas, mostrando sólo los pies descalzos y los brazos desnudos. Sus ejercicios son hilar y tejer lana de que se visten [...] Tienen a cargo las mujeres la labranza de las tierras, y el hacer los vinos.
Alonso González de Nájera, Desengaño y Reparo de la Guerra del Reino de Chile.

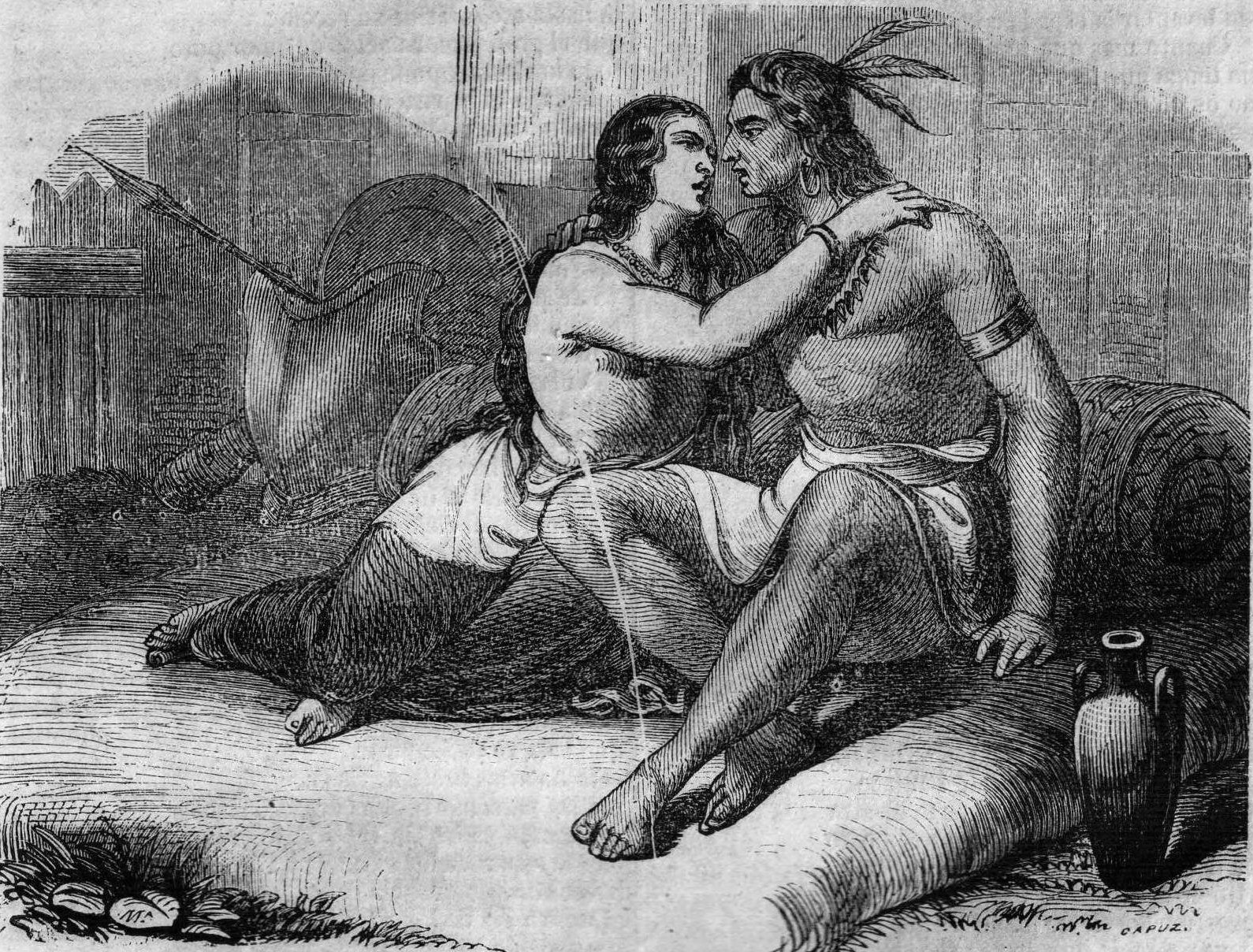
Lautaro y Guacolda en una versión ilustrada de La Araucana

Isidora Aguirre escribió su obra teatral ¡Lautaro! Epopeya del pueblo mapuche (1982), donde relata:

Lautaro es cantado por su amorosa mujer, Guacolda: "Lautaro, estás aquí Lautaro, estoy contigo Lautaro, estás conmigo. Estás en mí, Lautaro ¡estás presente! Hermano... Aquí estamos para defender tu tierra. Tu gente. El hijo dormido.
Isidora Aguirre ¡Lautaro! Epopeya del pueblo mapuche.